# Nikolaus Bechtermünz

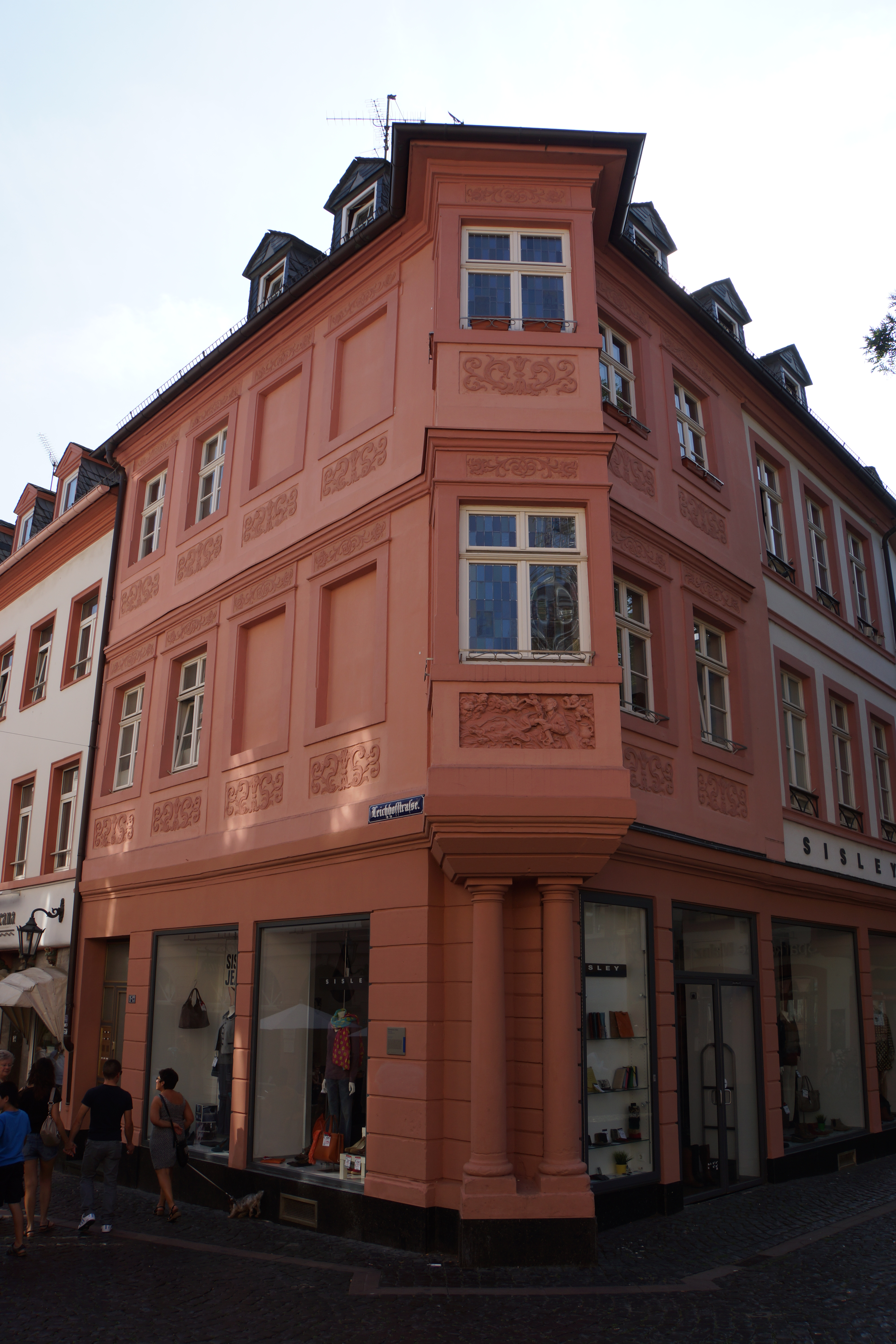
Haus Zum Frauenstein, auch Zur Bechtelmünz genannt

Nikolaus Bechtermünz (Bechtolfmünzer) († nach 1488 in Eltville am Rhein) war ein deutscher Buchdrucker.

## Familie
Sein Vater war Johannes Bechtermünze. Die Familie entstammte einem alten Mainzer Patriziergeschlecht, das bereits 1321 urkundlich erwähnt wird. Der Hof der Familie, das Haus zur Bechtermünze oder Bechtelmonze, auch Frauenstein genannt, lag am Leichhof, dem alten Friedhof des Mainzer Doms. Es befindet sich auf der Liste der Kulturdenkmäler in Mainz-Altstadt.
Sein älterer Bruder Heinrich Bechtermünz heiratete Grede von Schwalbach. Ihre Kinder waren Johannes Bechtermünz († 5. August 1483, Bürgermeister von Eltville) und Else/Elsbeth, die 1464 Jakob Gensfleisch von Sorgenloch († 22. Juni 1478), einen Vetter Johannes Gutenbergs (dem 1461 der Prozess gemacht wurde) heiratete.

## Leben
Um 1462 siedelte Nikolaus Bechtermünz zusammen mit seinem Bruder Heinrich nach Eltville über, wo Heinrich eine kleine typographische Werkstatt einrichtete, mit der aber keine Schriftgießerei verbunden war. Der Archivar Roth nimmt an, dass sich ihr Werkstatt im Molsberger Hof, dem heutigen Baus’schen Haus in der Gasse zwischen Pfarrhof und Hauptstraße, befand. Heinrich begann den Druck des Vocabularius ex quo; verstarb jedoch vor der Vollendung im Juli 1467. Nikolaus beendete den Druck des Vocabularius ex quo zusammen mit Wiegand Spieß von Ortenberg am 4. November 1467. Die Typen bezog er aus der Catholicon-Druckerei in Mainz, später von Peter Drach Sen. in Speyer. Bis 1476 brachte er noch vier kleine Drucke heraus. Warum er dann seinen Beruf aufgab, ist unbekannt. 1488 wurde er noch urkundlich erwähnt.

## Drucke
- Summa de articulis fidei et ecclesie sacramentis des Thomas von Aquino